# Красный Котельщик
Красный Котельщик — деревня в Ступинском районе Московской области в составе Леонтьевского сельского поселения (до 2006 года входила в Леонтьевский сельский округ). В деревне на 2015 год 3 улицы. Красный Котельщик был основан в послевоенные годы, как посёлок при одноимённом заводе, связан автобусным сообщением с соседними населёнными пунктами.

## Население
| 2002 | 2006 | 2010 |
| ---- | ---- | ---- |
| 55   | ↘47  | →47  |

Красный Котельщик расположен в восточной части района, у истоков реки Коломенка, высота центра деревни над уровнем моря — 186 м. Ближайшие населённые пункты: Любановка — около 0,5 км на юго-восток и Горностаево — примерно в 1,5 км на юго-запад.